# Macintosh Classic

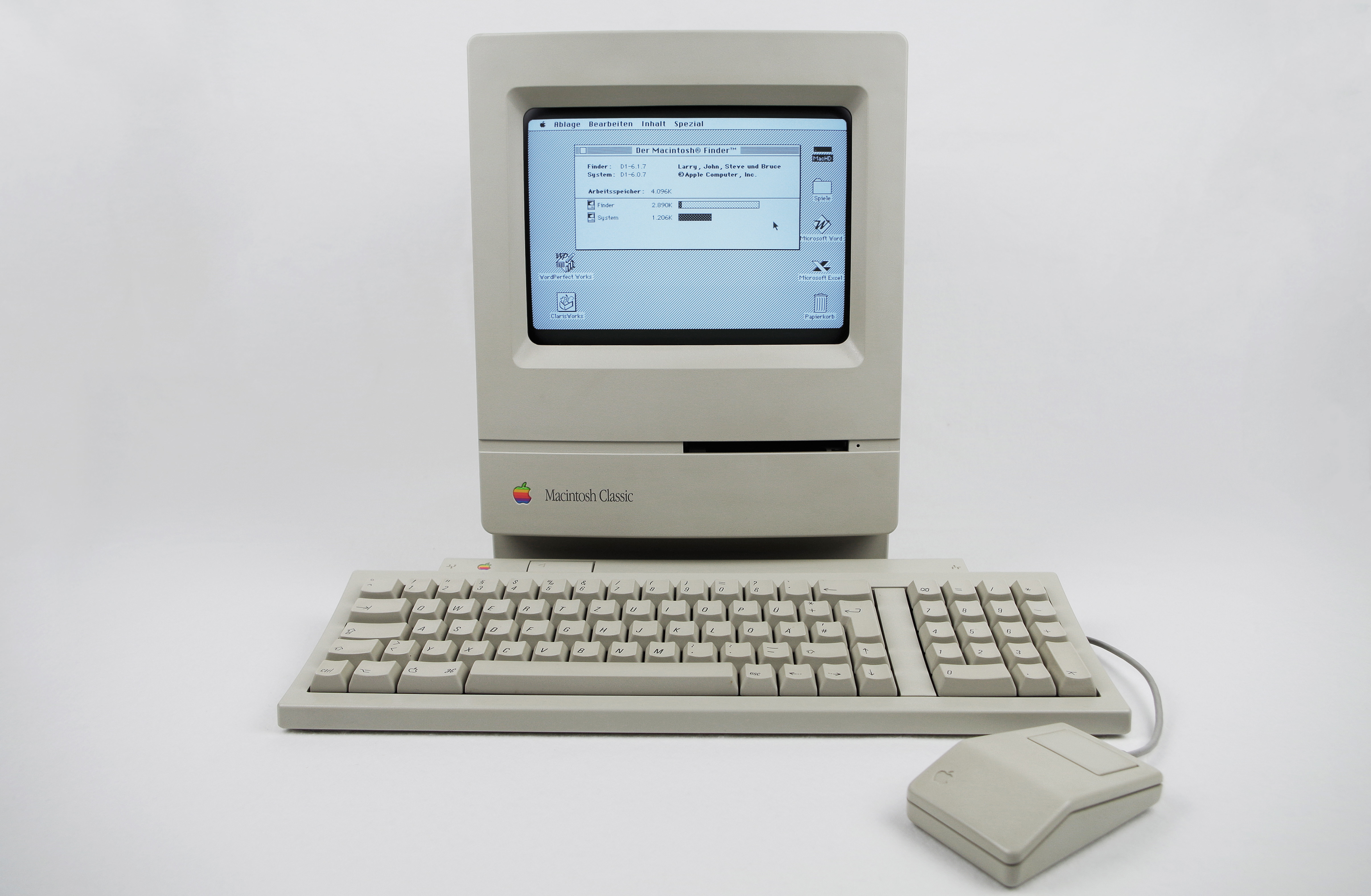
Macintosh Classic

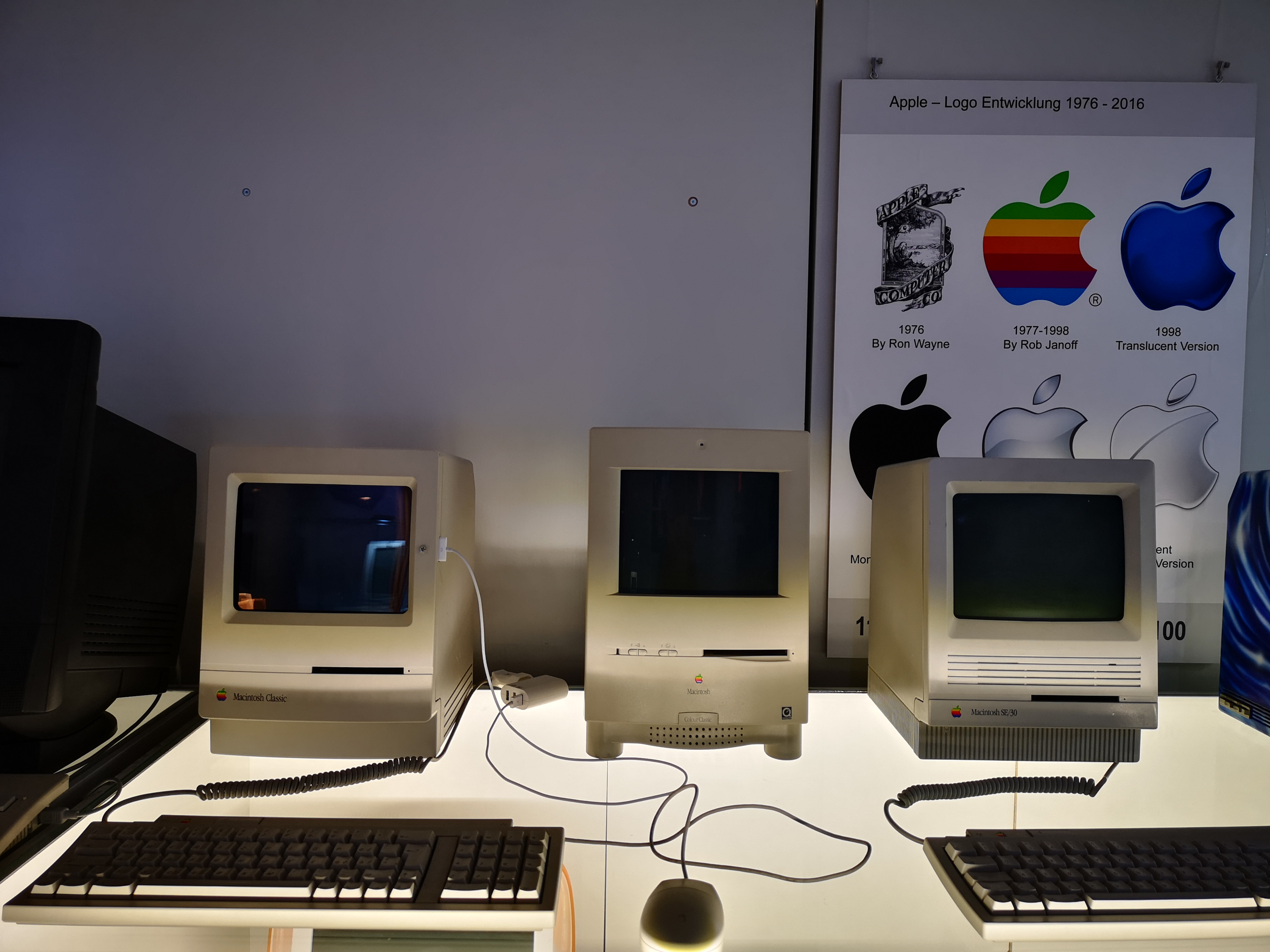
Macintosh Classic im Enter Museum Solothurn

Der Macintosh Classic ist ein Personal Computer der Firma Apple und wurde vom 15. Oktober 1990 bis 14. September 1992 hergestellt. Es war der erste Apple Macintosh, der für weniger als 1.000 US-Dollar (nach heutiger Kaufkraft ca. 2.070 USD) verkauft wurde.
Der Classic ersetzte die populären Modelle Macintosh Plus und Macintosh SE. Er verfügte wie diese beiden Modelle über einen Prozessor vom Typ Motorola 68000, war aber zugleich das letzte Modell von Apple, bei dem dieser verwendet wurde. In Architektur, Leistung und sonstigen Eigenschaften ist er dem SE sehr ähnlich, konnte aber aufgrund von Erneuerungen in der Fabrikation günstiger hergestellt werden. Wie der SE hat er einen monochromen 9″-CRT-Bildschirm mit einer Auflösung von 512 × 342 Pixeln. Der Arbeitsspeicher war fest auf der Hauptplatine verlötet und war ein Megabyte groß, konnte aber mit einer speziellen Erweiterungskarte auf bis zu 4 MB erweitert werden. Der Classic bot gegenüber dem Macintosh Plus ein paar Erweiterungen und ersetzte diesen als Apples Low-End-Computer. Er war bis zu 25 % schneller und beinhaltete standardmäßig ein Apple SuperDrive-Diskettenlaufwerk.
Er war eine Adaptation von Jerry Manocks und Terry Oyamas Design des Macintosh 128k. Der Classic erschien in zwei Versionen, das teurere Modell bei einem Preis von rund 1.500 USD (nach heutiger Kaufkraft ca. 3.110 USD). Die Reaktionen der Computernutzer waren gespalten; viele störten sich am verhältnismäßig langsamen Prozessor und an den fehlenden Erweiterungsmöglichkeiten. Die verbreitete Ansicht war, dass er sich nur für Textverarbeitung und Tabellenkalkulation eignen würde. Jedoch machten der günstige Preis und die gute Verfügbarkeit von Lernsoftware den Classic zu einem beliebten Computer für den Schulsektor.